# Aquilegia bertolonii
Aquilegia bertolonii is een overblijvende plant uit de ranonkelfamilie (Ranunculaceae) die endemisch is in de westelijke Alpen.

## Naamgeving enetymologie
- Synoniemen: Aquilegia vulgaris subsp. reuteri (Boiss.) Bonnier, Aquilegia reuteri var. minor Rouy, Aquilegia reuteri Boiss., Aquilegia bauhinii subsp. bertolonii (Schott) Nyma
- Frans: Ancolie de Bertoloni
- Engels: Bertoloni's Columbine
- Italiaans: Aquilegia di Bertoloni

De soortaanduiding bertolonii is een eerbetoon aan de Italiaanse botanicus Antonio Bertoloni (1775–1869).

## Kenmerken
Het is een overblijvende, kruidachtige plant, met een enkele of weinig vertakte, tot 50 cm lange, bovenaan klierachtig behaarde bloemstengel met één tot vijf bloemen. De grondbladeren zijn gesteeld, dubbel drietallig met een diep gekartelde bladrand. De verspreid staande stengelblaadjes zijn kleiner en diep ingesneden.
De bloemen zijn kortgesteeld, knikkend, vijfdelig, donkerblauw tot blauwviolet gekleurd. De kelkblaadjes wijzen naar beneden. De in het midden gebundelde kroonblaadjes zijn afgerond of afgeknot. De sporen bovenaan de kroonblaadjes zijn sterk gebogen. De meeldraden zijn felgeel gekleurd en steken niet buiten de bloem uit.
De plant bloeit van juni tot juli.

## Habitaten verspreiding
De soort groeit voornamelijk op warme plaatsen op zonnige plaatsen kalksteenbodem, zoals bosranden en puinhellingen.
De plant is endemisch in de Franse Zee-Alpen en de aangrenzende Ligurische Alpen.
... · 
A. alpina (Alpenakelei) · 
A. atrata (Donkere akelei) · 
A. bernardii · 
A. bertolonii · 
A. einseleana · 
A. formosa · 
A. olympica · 
A. pyrenaica (Pyrenese akelei) · 
A. vulgaris (Wilde akelei) · ...